# Kazajistán en el Festival de la Canción de Eurovisión Junior
Kazajistán fue uno de los países que debutó en el XVI Festival de la Canción de Eurovisión Junior en 2018.
El 24 de mayo de 2018, la televisión pública de Kazajistán confirmó su debut en el Festival de la Canción de Eurovisión Junior 2018, siendo su primera participación en este festival y en cualquier evento eurovisivo.
Su puntuación media hasta su retiro es de 143,60 puntos.

## Participación
| 2018                           | Minsk    | Daneliya Tuleshova                 | «Ózińe Sen»                  | 6  | 171 |
| 2019                           | Gliwice  | Yerzhan Maksim                     | «Armanyńnyan Qalma»          | 2  | 227 |
| 2020                           | Varsovia | Karakat Bashanova                  | «Forever»                    | 2  | 152 |
| 2021                           | París    | Álınur Khamzin & Beknur Jánibekuly | «Ertegı Älemı (Fairy World)» | 8  | 121 |
| 2022                           | Ereván   | David Charlin                      | «Jer-Ana (Mother Earth)»     | 15 | 47  |
| No participó entre 2023 y 2025 |          |                                    |                              |    |     |

## Portavoces
| Año  | Portavoz             | 12 Puntos   |
| ---- | -------------------- | ----------- |
| 2022 | Hallash              | Armenia     |
| 2021 | Zhyry                | Rusia       |
| 2020 | Saniya Zholzhaxynova | Bielorrusia |
| 2019 | Aruzhan Hafiz        | Polonia     |
| 2018 | Aruzhan Hafiz        | Macedonia   |

## Votación de Kazajistán
Kazajistán ha dado más puntos a...
| Puntos otorgados | Puntos otorgados    | Puntos otorgados |
| Pos.             | País                | Puntos           |
| ---------------- | ------------------- | ---------------- |
| 1                | Georgia             | 30               |
| 2                | Francia             | 25               |
| 3                | Polonia             | 24               |
| 4                | Ucrania             | 23               |
| 4                | Rusia               | 23               |
| 4                | Armenia             | 23               |
| 5                | Italia              | 15               |
| 6                | Bielorrusia         | 14               |
| 7                | España              | 13               |
| 8                | Macedonia del Norte | 12               |
| 9                | Australia           | 11               |
| 9                | Malta               | 11               |
| 9                | Países Bajos        | 11               |
| 10               | Azerbaiyán          | 10               |
| 10               | Irlanda             | 10               |

Kazajistán ha recibido más puntos de...
| Puntos recibidos | Puntos recibidos | Puntos recibidos |
| Pos.             | País             | Puntos           |
| ---------------- | ---------------- | ---------------- |
| 1                | Rusia            | 39               |
| 2                | Georgia          | 31               |
| 3                | Malta            | 30               |
| 4                | Serbia           | 29               |
| 5                | Bielorrusia      | 28               |
| 5                | Ucrania          | 28               |
| 6                | Países Bajos     | 25               |
| 7                | Polonia          | 22               |
| 8                | España           | 18               |
| 9                | Azerbaiyán       | 16               |
| 10               | Francia          | 14               |